# 布兰卡·利平斯卡
布兰卡·利平斯卡（波蘭語：Blanka Lipińska，1985年7月22日—），波兰女小说家、作家、编剧兼美容师，曾担任催眠治疗师。代表作有电影《黑帮大佬和我的365日》以及其同名畅销半自传小说系列。

## 作品列表

### 小说
- 《365 Dni》（365天）
- 《Ten dzień》（这天）
- 《Kolejne 365 Dni》（再过365天）

### 编剧作品

#### 电影
- 《黑帮大佬和我的365日》（2020年）
- 《黑帮大佬和我的365日》续集（2022年）

### 影视作品
- 《黑帮大佬和我的365日》（2020年） 客串饰演新娘